# Návštěvní kniha

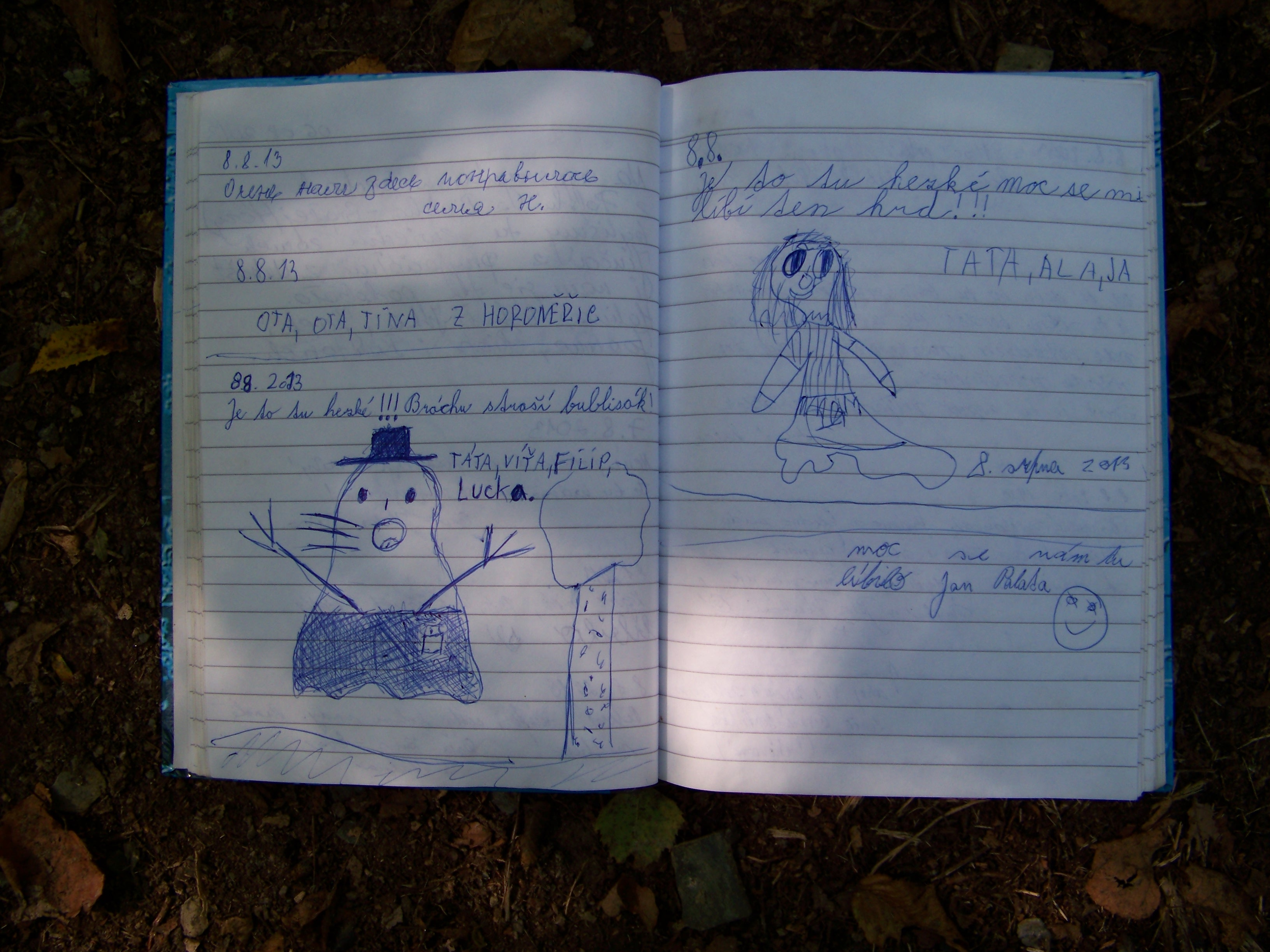
Papírová návštěvní kniha na zřícenině hradu Jenčov

Návštěvní kniha je kniha nebo sešit, kam lze zapsat jakýkoliv vzkaz či připomínku týkající se místa, kde dochází k návštěvě. Před rozvojem internetu se návštěvní knihy typicky vyskytovaly v prostředí kulturních či přírodních památek jako např. v muzeích, na zámcích, u turistických zastavení apod., nebo v rekreačních a stravovacích zařízeních (např. v hotelech, penzionech či restauracích) atd., a měly papírovou podobu, kam bylo možné zapsat vzkaz ručně propiskou, perem, tužkou apod. S rozvojem internetu mohou mít návštěvní knihy také elektronickou on-line podobu a vzkazy lze zanechávat na internetových stránkách navštívené instituce či místa nezávisle na tom, zda se v danou chvíli návštěvník na daném místě právě fyzicky nachází či ne.

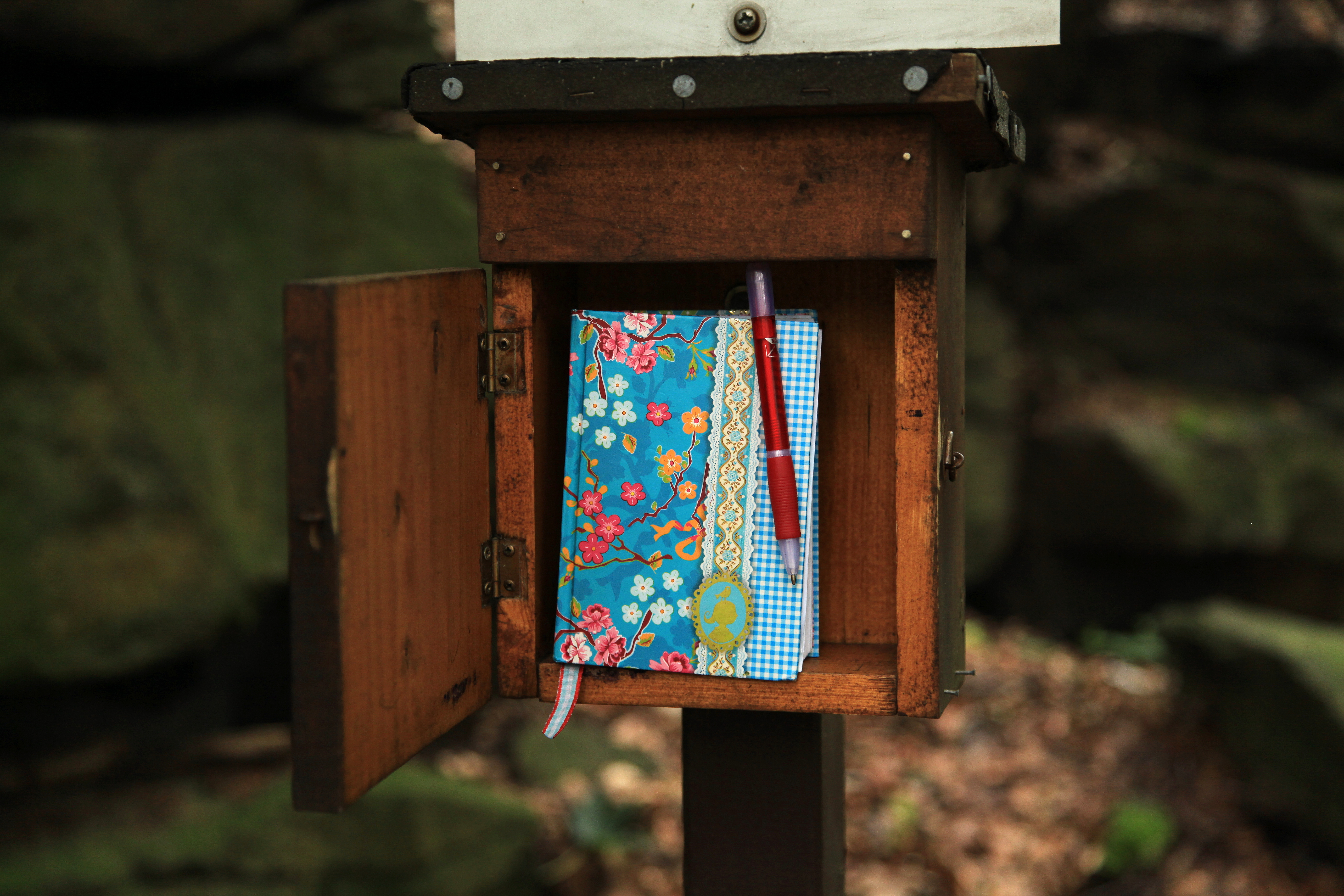
Papírová návštěvní kniha v ochranné schránce s psacím náčiním

Pokud se papírové návštěvní knihy vyskytují ve venkovním prostředí, jsou obvykle umístěny v ochranné schránce, která je chrání před nepříznivými vlivy počasí a která dále obsahuje psací náčiní, pomocí něhož lze do návštěvní knihy vzkaz zapsat. Typickým příkladem takových návštěvních knih jsou vrcholové knihy umístěné na vrcholcích hor.

## Návštěvní knihy internetových stránek
V prostředí internetu mohou mít návštěvní knihu (popř. „vzkazník“) jakékoliv internetové stránky (tj. nejen stránky významných míst a památek); v takovém případě se vzkazy či připomínky týkají příslušných internetových stránek nebo výrobků či služeb, které nabízejí, návštěvní knihy mají virtuální (obvykle formulářovou) podobu a k návštěvě na místě ve fyzickém světě (tj. například kamenné prodejny internetového obchodu), pokud existuje, nemusí vůbec dojít.